# Liste der Baudenkmäler in Kleinsendelbach
Auf dieser Seite sind die Baudenkmäler in der oberfränkischen Gemeinde Kleinsendelbach zusammengestellt. Diese Tabelle ist eine Teilliste der Liste der Baudenkmäler in Bayern. Grundlage ist die Bayerische Denkmalliste, die auf Basis des Bayerischen Denkmalschutzgesetzes vom 1. Oktober 1973 erstmals erstellt wurde und seither durch das Bayerische Landesamt für Denkmalpflege geführt wird. Die folgenden Angaben ersetzen nicht die rechtsverbindliche Auskunft der Denkmalschutzbehörde.
 Diese Liste gibt den Fortschreibungsstand vom 8. März 2023 wieder und enthält 32 Baudenkmäler.

## Baudenkmäler nach Gemeindeteilen

### Kleinsendelbach
| Lage                               | Objekt                              | Beschreibung | Akten-Nr.              | Bild           |
| ---------------------------------- | ----------------------------------- | --- | ---------------------- | -------------- |
| Dormitzer Straße 3 (Standort)      | Bauernhaus                          | Stattlicher giebelständiger Satteldachbau, zweigeschossig, Erdgeschoss und Hauptgiebelfront in Sandsteinquadern, Obergeschoss und rückwärtiger Giebel in Fachwerk, erstes Viertel 19. Jahrhundert | D-4-74-144-3 Wikidata  | BW             |
| Dormitzer Straße 3 (Standort)      | Backhaus                            | massiv verputzt, mit Satteldach, 18. Jahrhundert | D-4-74-144-3           | BW             |
| Erlanger Straße 4 (Standort)       | Bauernhaus                          | Eingeschossiges giebelständiges Satteldachhaus, massiv mit Fachwerkgiebeln, erstes Viertel 19. Jahrhundert                                                                                        | D-4-74-144-4 Wikidata  | BW             |
| Erlanger Straße 4 (Standort)       | Stadel                              | Fachwerk mit Satteldach, 18. Jahrhundert | D-4-74-144-4           | BW             |
| Erlanger Straße 6 (Standort)       | Bauernhof: Wohnhaus                 | Teil eines Doppelhofs, erdgeschossiges Bauernhaus, verputzter Sandsteinquaderbau mit Satteldach, geohrte Fensterrahmungen, bezeichnet „1792“                                                      | D-4-74-144-5 Wikidata  | BW             |
| Erlanger Straße 6 (Standort)       | Bauernhof: Ökonomiegebäude          | aus Fachwerkstadel mit Satteldach, 18. Jahrhundert und winklig angefügtem Stallgebäude, Satteldachbau, Erdgeschoss Sandsteinquader, Fachwerkobergeschoss, zweite Hälfte 19. Jahrhundert           | D-4-74-144-5           | BW             |
| Hauptstraße 6 (Standort)           | Bauernhof: Wohnhaus                 | Dreiseitanlage in offener Bebauung, giebelständiges Wohnstallhaus, erdgeschossig mit Satteldach, Sandsteinquader und Fachwerk verputzt, erste Hälfte 18. Jahrhundert                              | D-4-74-144-35 Wikidata | BW             |
| Hauptstraße 6 (Standort)           | Bauernhof: Scheune                  | Fachwerk mit Satteldach und Giebelverbretterung, 19. Jahrhundert | D-4-74-144-35          | BW             |
| Hauptstraße 6 (Standort)           | Bauernhof: ehemaliger Schweinestall | zweigeschossiger Sandsteinquaderbau mit Satteldach, bezeichnet „1803“ | D-4-74-144-35          | BW             |
| Hauptstraße 11 (Standort)          | Ehemaliges Wohnstallhaus            | Eingeschossig mit hohem Satteldach, Sandsteinquader verputzt, bezeichnet „1803“ | D-4-74-144-6 Wikidata  | BW             |
| Hauptstraße 20 (Standort)          | Bauernhaus                          | Sandsteinquaderbau, Frackdach, um 1870 | D-4-74-144-7 Wikidata  | BW             |
| Hauptstraße 22 (Standort)          | Bauernhaus                          | Giebelständiger zweigeschossiger Satteldachbau Sandsteinquader, bezeichnet „1868“ | D-4-74-144-8 Wikidata  | BW             |
| Hauptstraße 22 (Standort)          | Scheune                             | Fachwerkscheune mit Satteldach, um 1870 | D-4-74-144-8           | BW             |
| Höhenröthstraße 1 (Standort)       | Kleinhaus                           | Traufständiges erdgeschossiges Wohnstallhaus, massiv verputzt, Satteldach mit Fachwerkgiebeln, bezeichnet „1809“                                                                                  | D-4-74-144-9 Wikidata  | BW             |
| Im Kessel (Standort)               | Marter                              | Sandsteinsäule, würfelförmiges Bildhaus mit Rosettengiebeln und Steinkreuz als Bekrönung, bezeichnet „1793“ und „1900“; am Ortsausgang nördlich der Straße nach Neunkirchen                       | D-4-74-144-12 Wikidata | weitere Bilder |
| Schellenberger Straße 2 (Standort) | Wegkapelle                          | Dreiseitig geschlossener Sandsteinquaderbau mit Satteldach, neugotisch, bezeichnet „1868“; mit Ausstattung                                                                                        | D-4-74-144-1 Wikidata  | BW             |
| Schellenberger Straße 2 (Standort) | Bauernhaus                          | Sandsteinquaderbau, mit Frackdach, Anfang 19. Jahrhundert | D-4-74-144-10 Wikidata | BW             |
| Sporgelsbach (Standort)            | Nepomuk-Figur                       | Sandsteinstatue, spätbarock, Mitte 18. Jahrhundert | D-4-74-144-11 Wikidata | BW             |
| Sporgelsbach (Standort)            | Hochkreuz                           | Gusseisernes Kreuz mit Korpus und Strahlenkranz, Stifterinschrift, bezeichnet „1862“; auf der Sendelbachbrücke                                                                                    | D-4-74-144-38 Wikidata | BW             |
| St 2240 (Standort)                 | Steinkreuz                          | Sandstein, spätes 18. Jahrhundert; an der Straße nach Neunkirchen, etwa 750 m vor dem Ort | D-4-74-144-14 Wikidata | weitere Bilder |
| St 2240 (Standort)                 | Steinkreuz                          | Sandstein, Ende 18. Jahrhundert; an der Straße nach Neunkirchen, etwa 750 m vor dem Ort | D-4-74-144-15 Wikidata | BW             |
| St 2240 (Standort)                 | Steinkreuz                          | Sandstein, 16. Jahrhundert; an der Straße nach Neunkirchen, vor dem Ortsausgang | D-4-74-144-13 Wikidata | weitere Bilder |

### Schellenberg
| Lage                       | Objekt                          | Beschreibung                                                                                      | Akten-Nr.              | Bild |
| -------------------------- | ------------------------------- | ------------------------------------------------------------------------------------------------- | ---------------------- | ---- |
| Am Schloss 2 (Standort)    | Bauernhof: Wohnstallhaus        | Sandsteinquaderbau mit Satteldach, bezeichnet „1854“                                              | D-4-74-144-34 Wikidata | BW   |
| Am Schloss 2 (Standort)    | Bauernhof: Scheune              | Fachwerkscheune mit Satteldach, um 1800                                                           | D-4-74-144-34 Wikidata | BW   |
| Am Schloss 2 (Standort)    | Bauernhof: Wirtschaftsgebäude   | Erdgeschoss massiv, Obergeschoss Fachwerk mit Ziegelausfachungen Satteldach, 19. Jahrhundert      | D-4-74-144-34 Wikidata | BW   |
| Am Schloss 3 (Standort)    | Bauernhaus                      | Sandsteinquaderbau mit Frackdach, bezeichnet „1825“, am Haus Hofkruzifix, Holz, bezeichnet „1885“ | D-4-74-144-16 Wikidata | BW   |
| Bergstraße 9 (Standort)    | Fragmente einer Sandsteinmarter | bezeichnet 1723; zur Straße hin eingemauert zwischen zwei Nebengebäuden von Bergstraße 9          | D-4-74-144-18 Wikidata | BW   |
| Nähe Am Schloss (Standort) | Hierzu Scheune                  | Sandsteinquaderbau mit Walmdach, verbaute Reste des ehemaligen Schlosses, 16. Jahrhundert         | D-4-74-144-17 Wikidata | BW   |

### Steinbach
| Lage                              | Objekt                              | Beschreibung | Akten-Nr.              | Bild                  |
| --------------------------------- | ----------------------------------- | --- | ---------------------- | --------------------- |
| Am Steingraben 1 (Standort)       | Bauernhaus                          | Wohnstallhaus, eingeschossiges giebelständiges Satteldachhaus, Fachwerk verputzt, zweite Hälfte 18./Anfang 19. Jahrhundert                                                                       | D-4-74-144-25 Wikidata | BW                    |
| Am Steingraben 7 (Standort)       | Wohnstallhaus                       | Erdgeschossiger giebelständiger Sandsteinquaderbau, Satteldach mit Trockengauben, Fachwerkgiebel, bezeichnet „1717“                                                                              | D-4-74-144-27 Wikidata | BW                    |
| Am Steingraben 9 (Standort)       | Bauernhof: Wohnhaus                 | Dreiseithof; giebelständiges Wohnhaus, Sandsteinquaderbau mit Frackdach, Mitte 19. Jahrhundert, hofseits Holzkruzifix, um 1870                                                                   | D-4-74-144-28 Wikidata | BW                    |
| Am Steingraben 9 (Standort)       | Bauernhof: Scheune                  | Fachwerkscheune und Wirtschaftsgebäude, Satteldachbauten in Fachwerk, 18./19. Jahrhundert | D-4-74-144-28          | BW                    |
| Am Steingraben 11 (Standort)      | Bauernhaus                          | Sandsteinquaderbau mit Frackdach, 1765, bezeichnet „1854“, 1885 verändert | D-4-74-144-29 Wikidata | BW                    |
| Am Steingraben 11 (Standort)      | Nebengebäude                        | Fachwerk, Satteldach, 19. Jahrhundert | D-4-74-144-29          | BW                    |
| An den Eichen (Standort)          | Kapelle                             | Kapelle, kleiner barockisierender Zentralbau auf Grundriss eines gestreckten Achtecks, Sandsteinquaderbau mit Walmdach und Dachturm, mit Kriegergedächtnisinschrift, um 1920/25; mit Ausstattung | D-4-74-144-24 Wikidata | Kapelle               |
| Angerweg 2 (Standort)             | Fachwerkscheune                     | Fachwerkscheune, Satteldach, Giebelverbretterung, bezeichnet „1796“ | D-4-74-144-30 Wikidata | BW                    |
| Gräfenberger Straße 5 (Standort)  | Ehemaliger Bauernhof                | Bauernhof aus Sandsteinquaderbauten mit Satteldächern, erdgeschossiges Bauernhaus, bezeichnet „1747“, Wirtschaftsgebäude 19. Jahrhundert                                                         | D-4-74-144-31 Wikidata | BW                    |
| Gräfenberger Straße 5 (Standort)  | Ehemaliger Bauernhof: Wohnstallhaus | zweigeschossiges Wohnstallhaus, wohl Austragshaus | D-4-74-144-31          | BW                    |
| Gräfenberger Straße 5 (Standort)  | Ehemaliger Bauernhof: Scheune       | | D-4-74-144-31          | BW                    |
| Gräfenberger Straße 5 (Standort)  | Ehemaliger Bauernhof: Backofen      | | D-4-74-144-31          | BW                    |
| Gräfenberger Straße 18 (Standort) | Wohnhaus                            | Erdgeschossiger giebelständiger Satteldachbau, Fachwerk, 16. Jahrhundert, Westseite erneuert | D-4-74-144-41 Wikidata | BW                    |
| Gräfenberger Straße 20 (Standort) | Ehemalige Wassermühle               | Wassermühle, dann Gasthaus zur Mühle, zweigeschossiger Satteldachbau mit im Winkel vorgelagertem Anbau, Sandsteinquader und Verputz, bezeichnet „1703“ und „1819“                                | D-4-74-144-32 Wikidata | Ehemalige Wassermühle |
| In Steinbach. (Standort)          | Steinkreuz                          | Sandstein, 16./17. Jahrhundert | D-4-74-144-26 Wikidata | weitere Bilder        |
| Weiherweg 1 (Standort)            | Bauernhaus                          | Zweigeschossiger Satteldachbau, Erdgeschoss massiv, Fachwerkobergeschoss, 18. Jahrhundert | D-4-74-144-33 Wikidata | BW                    |
| Weiherweg (Standort)              | Kriegerdenkmal                      | Stele und Treppeneinfassung mit expressionistischen Formen, Sandstein, Entwurf Architekt Peter Birkmann (Nürnberg), 1922                                                                         | D-4-74-144-36 Wikidata | BW                    |